# Trichocylliba
Trichocylliba es una familia de ácaros perteneciente al orden Mesostigmata.

## Especies
- Trichocylliba Berlese, 1903

- - Trichocylliba ablesi Hirschmann, 1973
  - Trichocylliba agnesae Elzinga, 1995
  - Trichocylliba aguaboae Hirschmann, 1992
  - Trichocylliba baloghi Hirschmann, 1973
  - Trichocylliba boveni Wisniewski & Hirschmann, 1983
  - Trichocylliba brachychaeta (Elzinga & Rettenmeyer, 1975)
  - Trichocylliba castrii Hirschmann, 1973
  - Trichocylliba chiapensis Elzinga, 1982
  - Trichocylliba comata (Leonardi, 1895)
  - Trichocylliba crinita (Elzinga & Rettenmeyer, 1975)
  - Trichocylliba ecitonis (Elzinga & Rettenmeyer, 1975)
  - Trichocylliba ecuadorensis (Elzinga & Rettenmeyer, 1975)
  - Trichocylliba elongata Elzinga & Rettenmeyer, 1970
  - Trichocylliba galea Elzinga, 1995
  - Trichocylliba gibbata Elzinga, 1995
  - Trichocylliba hirticoma (Berlese, 1903)
  - Trichocylliba kaszabi Hirschmann, 1973
  - Trichocylliba krantzi Hirschmann, 1975
  - Trichocylliba mahunkai Hirschmann, 1973
  - Trichocylliba minuta (Elzinga & Rettenmeyer, 1975)
  - Trichocylliba morosa Elzinga, 1995
  - Trichocylliba napoensis Elzinga, 1982
  - Trichocylliba neili Elzinga, 1995
  - Trichocylliba oligochaeta (Elzinga & Rettenmeyer, 1975)
  - Trichocylliba panamaensis Hirschmann, 1975
  - Trichocylliba praedator Elzinga, 1982
  - Trichocylliba schneirlai Elzinga, 1982
  - Trichocylliba suctorpoda Elzinga, 1982
  - Trichocylliba tumba Elzinga, 1995
  - Trichocylliba umbocauda (Elzinga, 1982)
  - Trichocylliba watkinsi Elzinga, 1982
  - Trichocylliba weberi (Elzinga & Rettenmeyer, 1975)